# Montserrat García Riberaygua
Monserrat García Riberaygua (katalánul: Montse García Riberaygua; Andorra la Vella, 1989. november 26. –) andorrai szlalomkajakos.
2007-ben a világbajnokságon 13. volt. Részt vett a 2008-as pekingi olimpián, ő vitte hazája zászlaját a megnyitón. A selejtezőben a 20. helyet szerezte meg.
A Cadi CK klub kajakosa, edzője Pere Guerrero Tordesillas.

## 2008 Peking – szlalomkajak
Selejtező:
| Helyezés | Név                                | Előfutamok | Előfutamok | Előfutamok      |
| Helyezés | Név                                | 1. futam   | 2. futam   | Teljes pontszám |
| -------- | ---------------------------------- | ---------- | ---------- | --------------- |
| 1.       | Elena Kaliská (SVK)                | 94,34      | 91,85      | 186,19          |
| 2.       | Li Jingjing (CHN)                  | 94,30      | 93,26      | 187,56          |
| 3.       | Štěpánka Hilgertová (CZE)          | 97,14      | 91,99      | 189,13          |
| 4.       | Jennifer Bongardt (GER)            | 92,79      | 94,58      | 189,37          |
| 5.       | Émilie Fer (FRA)                   | 96,90      | 92,78      | 189,68          |
| 6.       | Violetta Oblinger-Peters (AUT)     | 97,27      | 99,44      | 196,71          |
| 7.       | Jacqueline Lawrence (AUS)          | 103,18     | 96,95      | 200,13          |
| 8.       | Agnieszka Stanuch (POL)            | 101,16     | 101,76     | 202,92          |
| 9.       | Cristina Giai Pron (ITA)           | 102,75     | 100,95     | 203,70          |
| 10.      | Heather Corrie (USA)               | 105,78     | 105,53     | 211,31          |
| 11.      | Yekaterina Lukicheva (KAZ)         | 113,26     | 108,03     | 221,29          |
| 12.      | Maria Ferekidi (GRE)               | 108,37     | 113,60     | 221,97          |
| 13.      | Ariane Herde (NED)                 | 104,30     | 117,98     | 222,28          |
| 14.      | Poliana de Paula (BRA)             | 113,47     | 110,72     | 224,19          |
| 15.      | Yuriko Takeshita (JPN)             | 111,63     | 113,08     | 224,71          |
| 16.      | Maialen Chourraut (ESP)            | 147,95     | 105,44     | 253,39          |
| 17.      | Fiona Pennie (GBR)                 | 160,06     | 99,00      | 259,06          |
| 18.      | Aleksandra Perova (RUS)            | 93,41      | 166,04     | 259,45          |
| 19.      | Sarah Boudens (CAN)                | 158,99     | 109,68     | 268,67          |
| 20.      | Montserrat García Riberaygua (AND) | 166,67     | 102,26     | 268,93          |
| 21.      | Luuka Jones (NZL)                  | 162,35     | 110,01     | 272,36          |